# Одіссея (фільм, 1954)
«Одіссея» (італ. Ulisse) — італійський пеплум 1954 року режисерів Маріо Камеріні та Маріо Бава. Назва фільму в оригіналі пов'язана з латинізованим ім'ям Улісс (Ulisse), героя епічної поеми Гомера — Одіссея.

## Сюжет
Після здобуття Трої Одіссей (Кірк Дуглас), правитель острова Ітака, вирушає на кораблі додому. На його шляху багато небезпек — циклоп Поліфем (Умберто Сільвестрі), чарівниця Цирцея (Сільвана Мангано), острів сирен … Тимчасом, його дружина Пенелопа (Сільвана Мангано) обороняється від настирливих залицяльників, які захопили її палац, і стверджуючи, що Одісей мертвий, спонукають її одружитися, щоб захопити престол.

## Ролі виконують
- Кірк Дуглас — Одіссей
- Сільвана Мангано — Пенелопа / Цирцея
- Ентоні Квінн — Антиной
- Россана Подеста — Навсікая
- Жак Думесніл[fr] — Алкіной
- Даніель Івернел[en] — Еврілох
- Сільвія[fr] — Евріклея
- Єлена Зарескі[en] — Кассандра
- Франко Інтерленгі — Телемах
- Умберто Сільвестрі[it] — Поліфем

## Навколо фільму
- Лати та зброя, які використовували у фільмі, були позичені музеями Афін, Неаполя та Рима.
- Кінцівки десятиметрового механічного "Циклопа" рухалися за допомогою електричних і пневматичних пристроїв.
- За рейтингом періодичного видання Посмішки та пісні ТБ у списку 50-ти кінострічок, на які, починаючи з 1950 року, було продано найбільше квитків за 65 років, фільм «Одіссея» посів 8-ме місце (13 170 322 глядачів).[1]